# William Damasus Lindanus

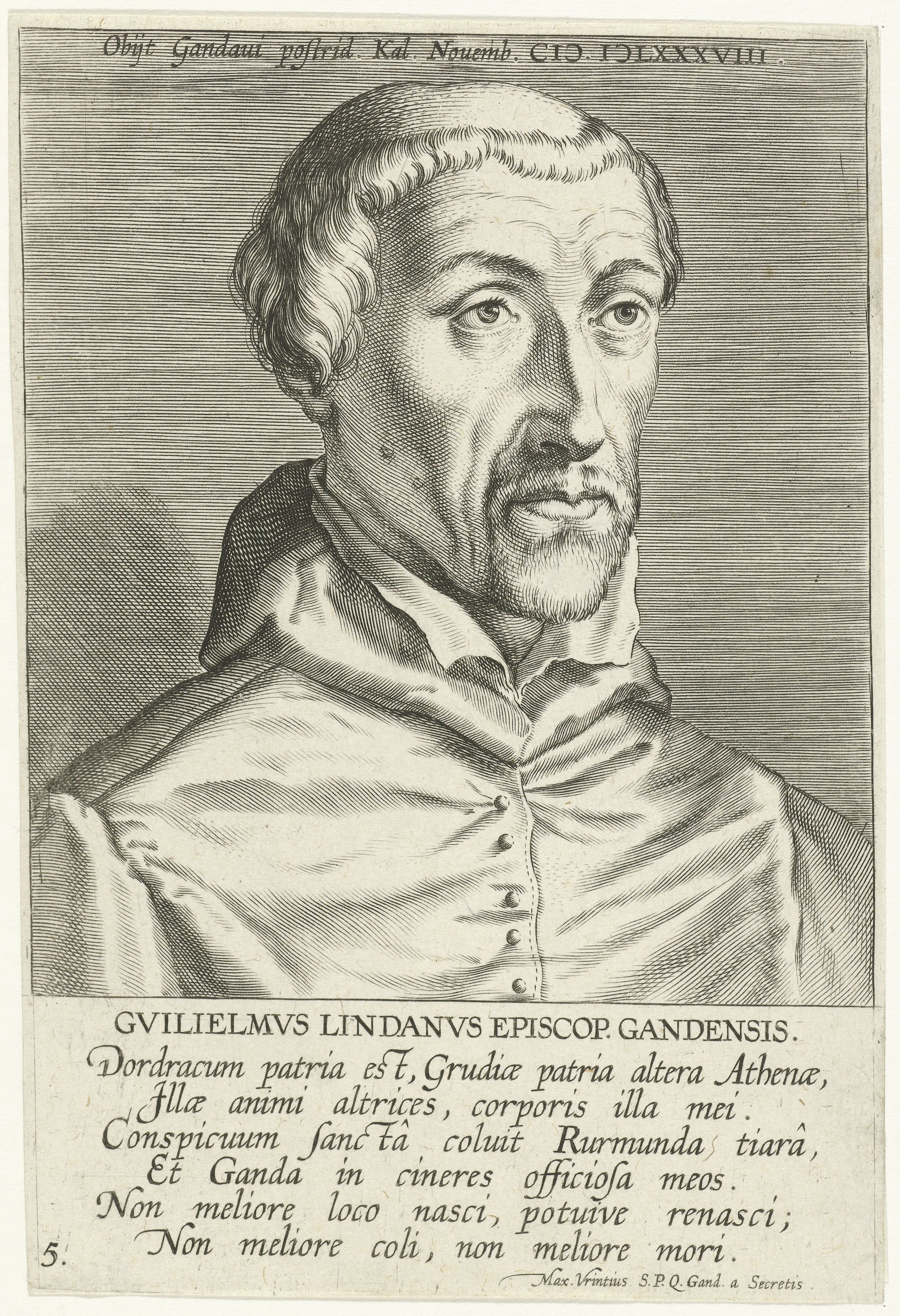
W.D. Lindanus (1588)

William Damasus Lindanus ou Van der Lindt (1525 - 2 de novembro de 1588) foi um bispo de Roermond do século 16 e bispo de Gante.

## Biografia
William Damasus Lindanus nasceu em Dordrecht em 1525, filho de Damasus van der Lint. Ele estudou filosofia e teologia na Universidade de Leuven e, durante esse tempo, tendo-se dedicado também ao grego e ao hebraico, foi a Paris para se aperfeiçoar nessas línguas. Em 1552 obteve a licenciatura em Leuven, sendo no mesmo ano ordenado ao sacerdócio. Dois anos depois, foi nomeado professor de Sagrada Escritura na Universidade de Dillingen.
Em 1556, obteve o grau de doutor em Leuven e foi nomeado vigário-geral do bispo de Utrecht e decano do capítulo na capela do tribunal de Binnenhof em Haia. Logo depois, ele se tornou um conselheiro real e inquisidor na Frísia. Em 1562, o rei dos Habsburgo Filipe II da Espanha designou Lindano para a recém-erigida Sé de Roermond e, no ano seguinte, em 4 de abril, foi consagrado em Bruxelas pelo Cardeal Granvelle. No entanto, ele não pôde entrar na diocese até 11 de maio de 1569. A ereção deste bispado causou descontentamento em todos os Países Baixos, especialmente no país dos Guelders, do qual Ruremonde fazia parte: onde cada ato da autoridade real provocava desafio. Os protestantes ficaram insatisfeitos com a nomeação de Lindanus, que era um ferrenho defensor da fé católica. O novo bispo começou imediatamente a reformar sua diocese, auxiliado pessoalmente nos Sínodos Provinciais de Mechlin (1570) e de Leuven (1573) e cumpriu as leis e regulamentos de Contrarreforma do Concílio de Trento.
Em 1572, ele foi obrigado a fugir por vários meses de Roermond para o sul dos Países Baixos; em seu retorno à sua sede, ele defendeu vigorosamente as propriedades da Igreja contra as autoridades civis. Em 1573, um conflito violento eclodiu entre ele e o duque de Alba; e os protestantes o obrigaram a fugir em várias ocasiões. Em 1578, ele viajou a Roma e Madrid a fim de obter justiça contra o capítulo de Maastricht, que se recusou a executar os regulamentos relativos à dotação episcopal, e para conferir com o Papa e o rei as medidas necessárias para a salvaguarda do Fé nos Países Baixos. Voltando a Ruremonde, com a ajuda de Filipe II, fundou o seminário real ou colégio em Leuven, para a educação de jovens clérigos. Lindano voltou a Roma em 1584 para tratar dos interesses de sua diocese e do estado da Igreja nos Países Baixos e na Alemanha; ele insistiu particularmente na necessidade urgente de responder de forma científica aos centuriadores de Magdeburgo. Seu trabalho em Roermond foi encerrado por sua elevação à Sé de Gante, onde iniciou suas novas funções episcopais em 22 de julho de 1588. Ele morreu lá três meses depois, em 2 de novembro.

## Escritos
Entre as suas numerosas obras, destacam-se as seguintes: De optimo scripturas interpretandi genere (Colônia, 1558); panoplia evangelica (Colônia, 1560); Stromatum libri III pro defensione Concilii Tridentini (Colônia, 1575); Missa apostolica (Antuérpia, 1589), e de forma mais popular, os diálogos Dubitantius e Ruwardius (Colônia, 1562-3).
Ele editou os discursos acadêmicos de Ruard Tapperus (1577-78) e escreveu muitas obras em holandês para a instrução de seu rebanho, a fim de mantê-los longe do protestantismo e refutar a Confissão de Antuérpia de 1566.